# Subaru
Subaru (jap. スバル) – japońska marka samochodów osobowych produkowanych przez przedsiębiorstwo Subaru Corporation (do 2017 roku noszące nazwę Fuji Heavy Industries), założona 15 lipca 1953 roku. Nazwa Subaru oznacza w języku japońskim Plejady, które zostały umieszczone w logo firmy.

## Historia[2]

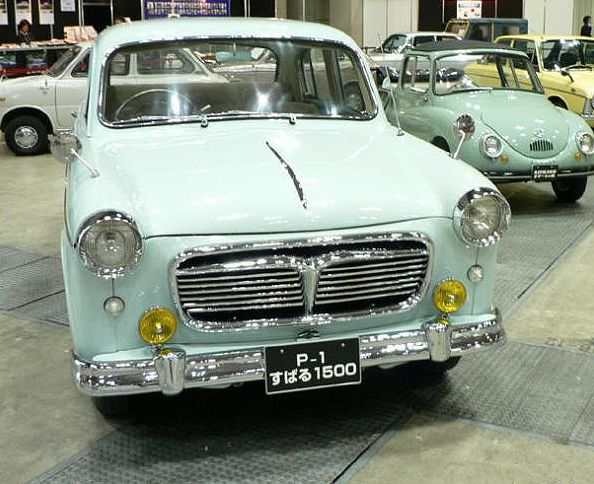
Pierwszy samochód marki – Subaru 1500

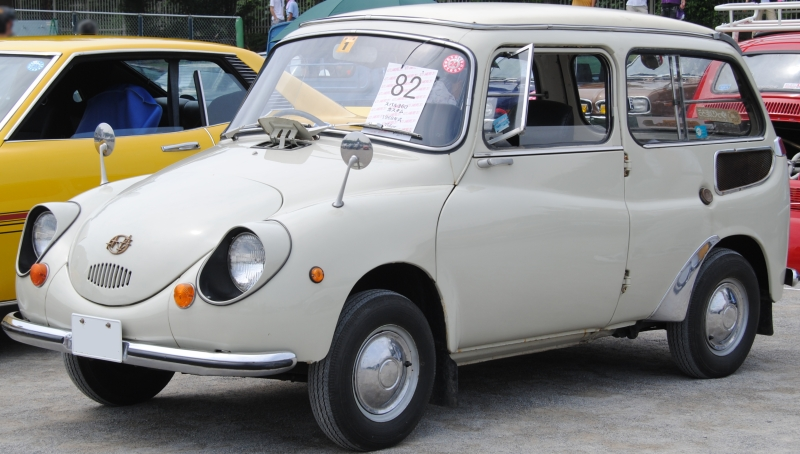
Subaru 360 Custom

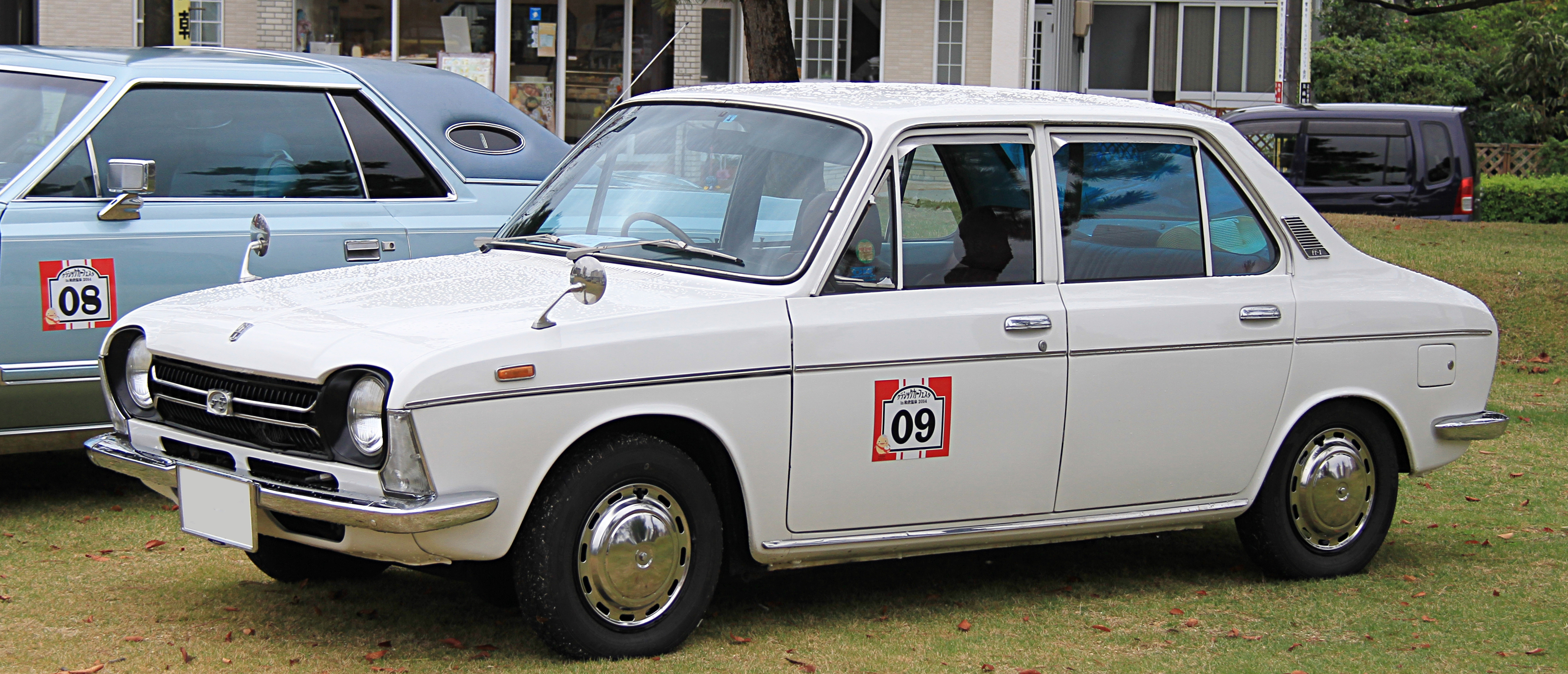
Subaru 1000 z 1971 roku

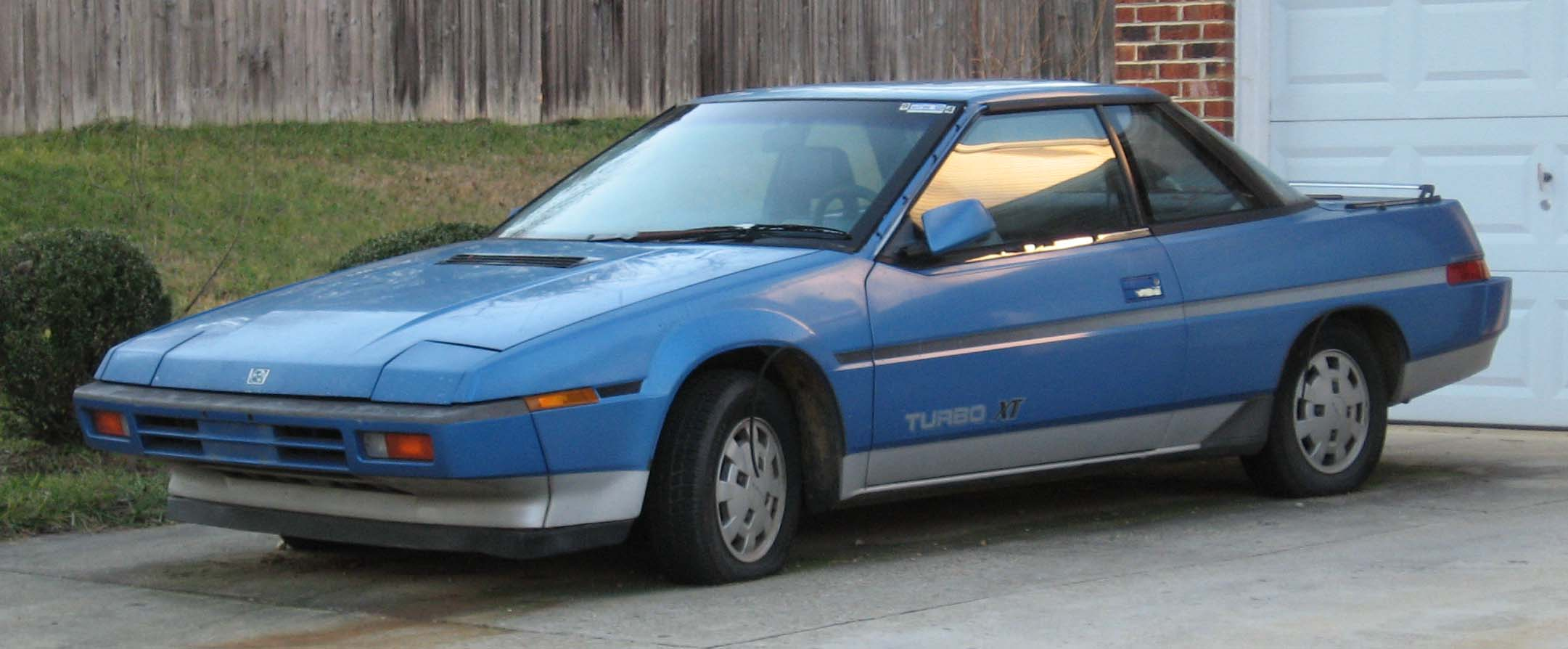
Subaru XT6

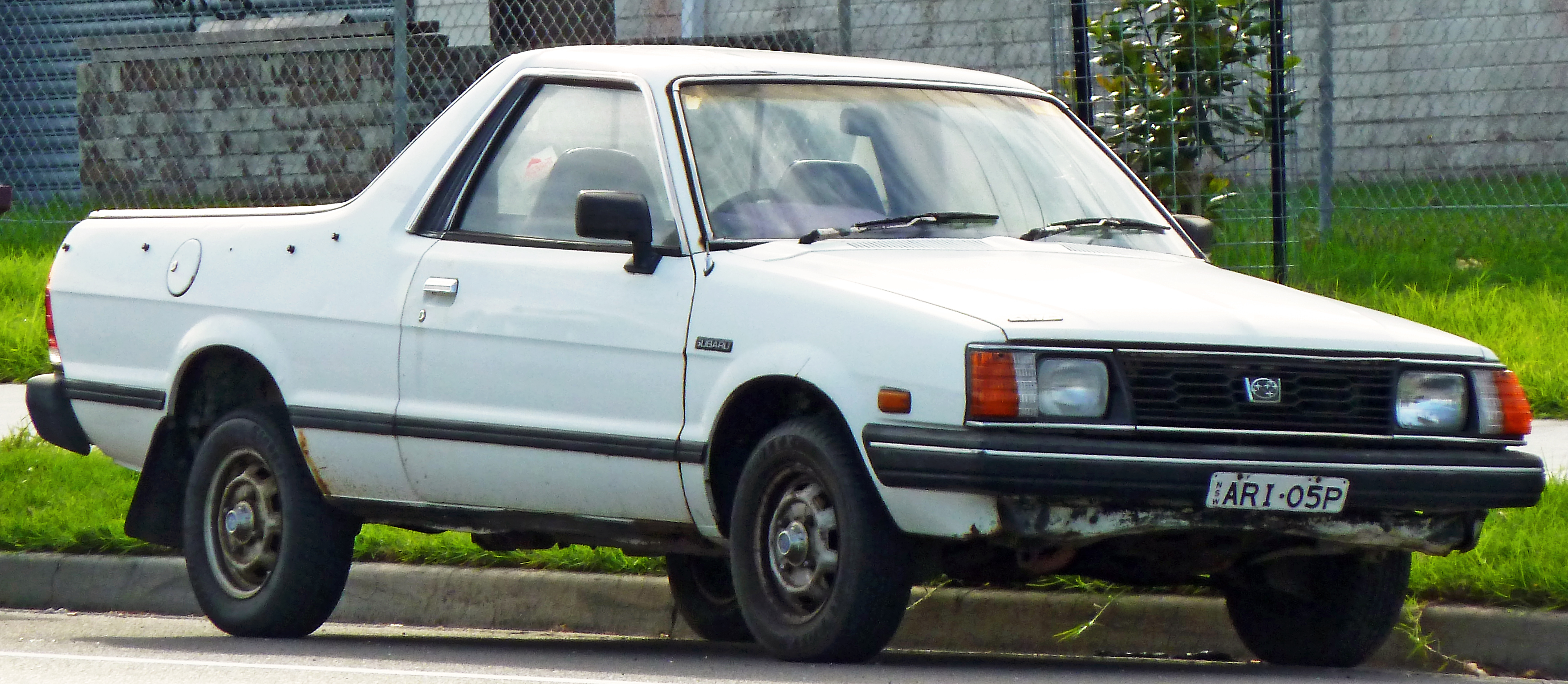
Subaru Brumby

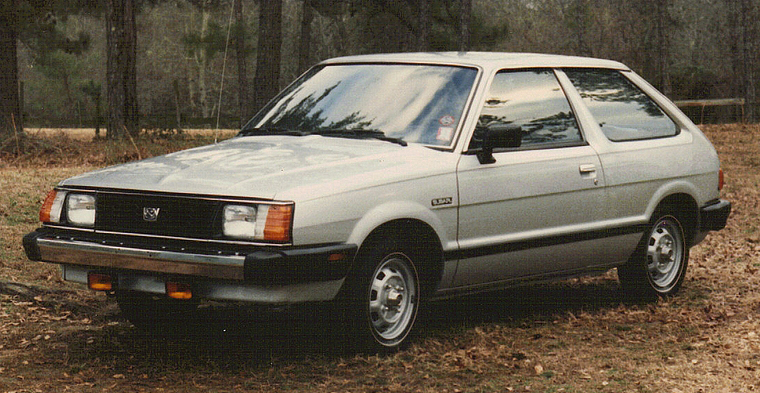
Subaru Leone

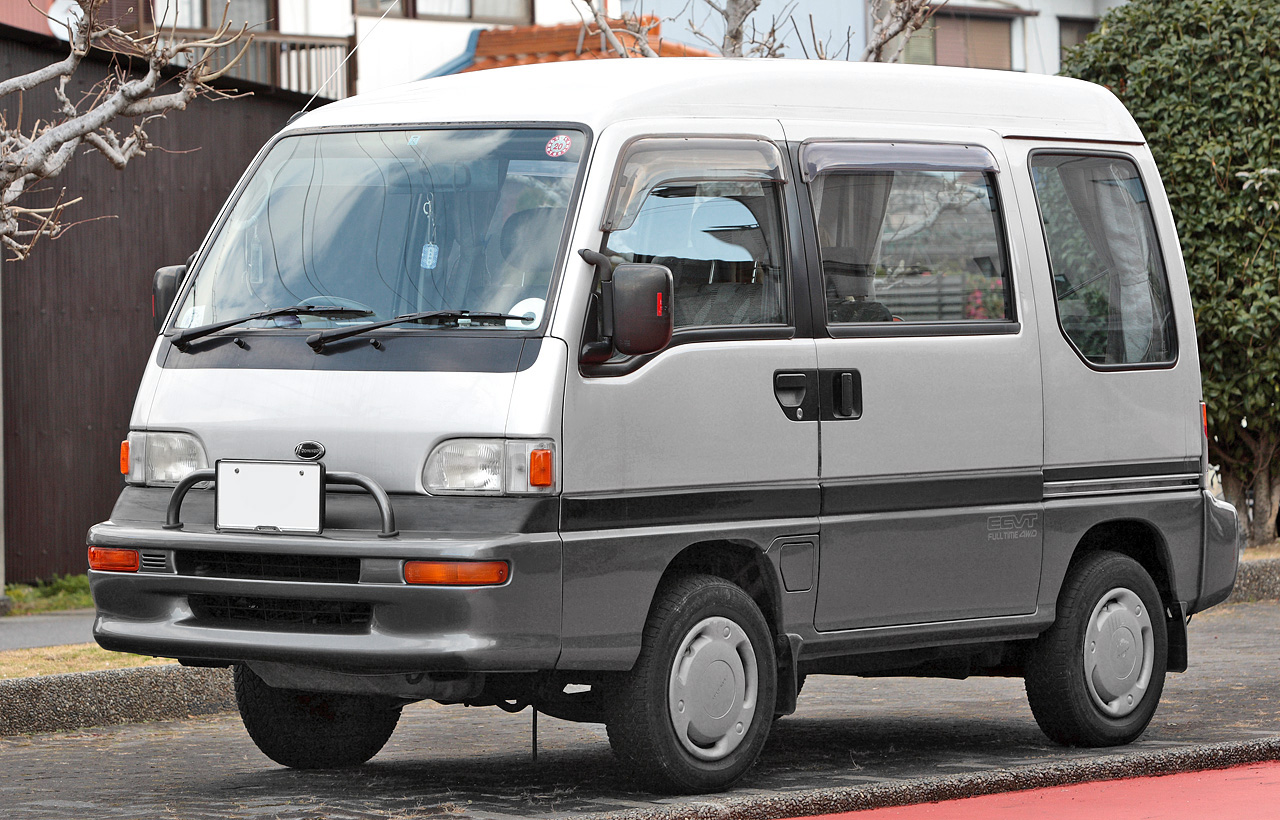
Subaru Domingo

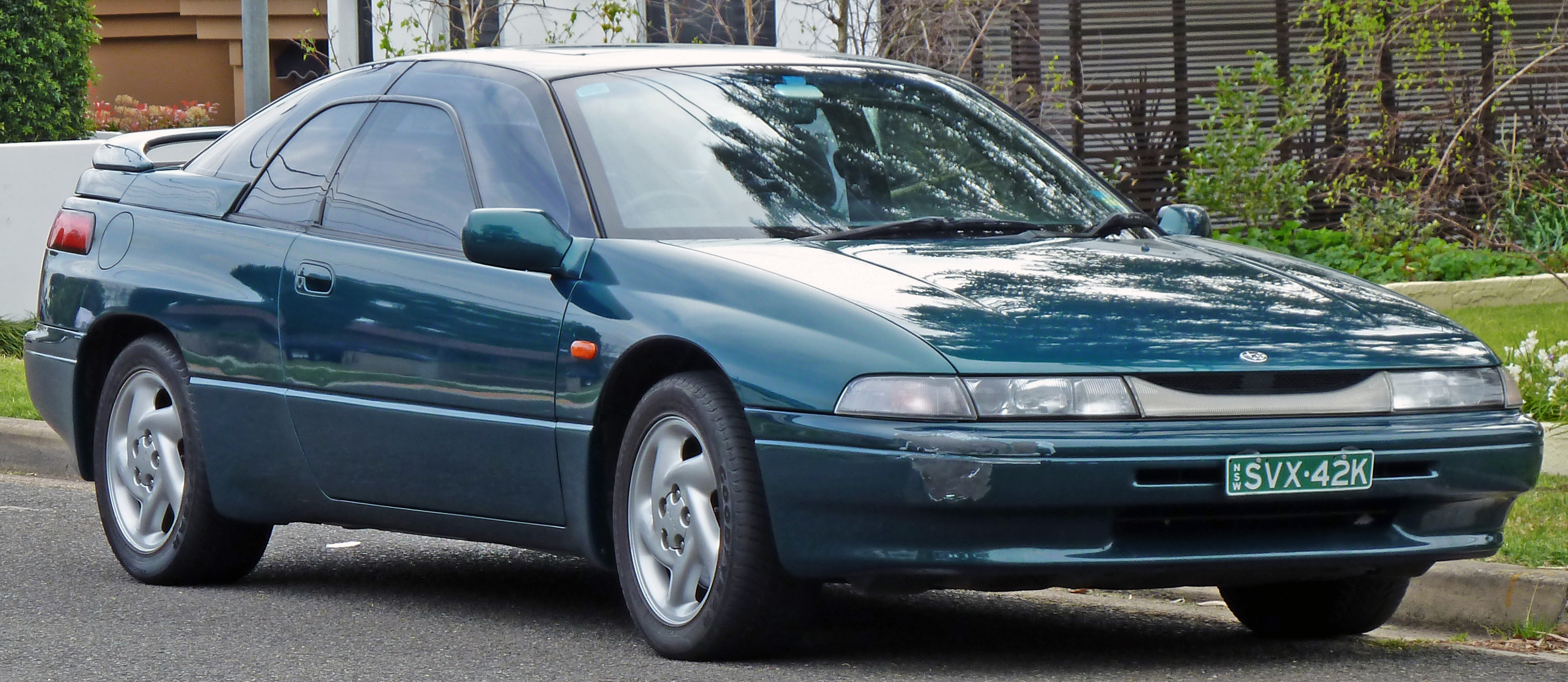
Subaru SVX

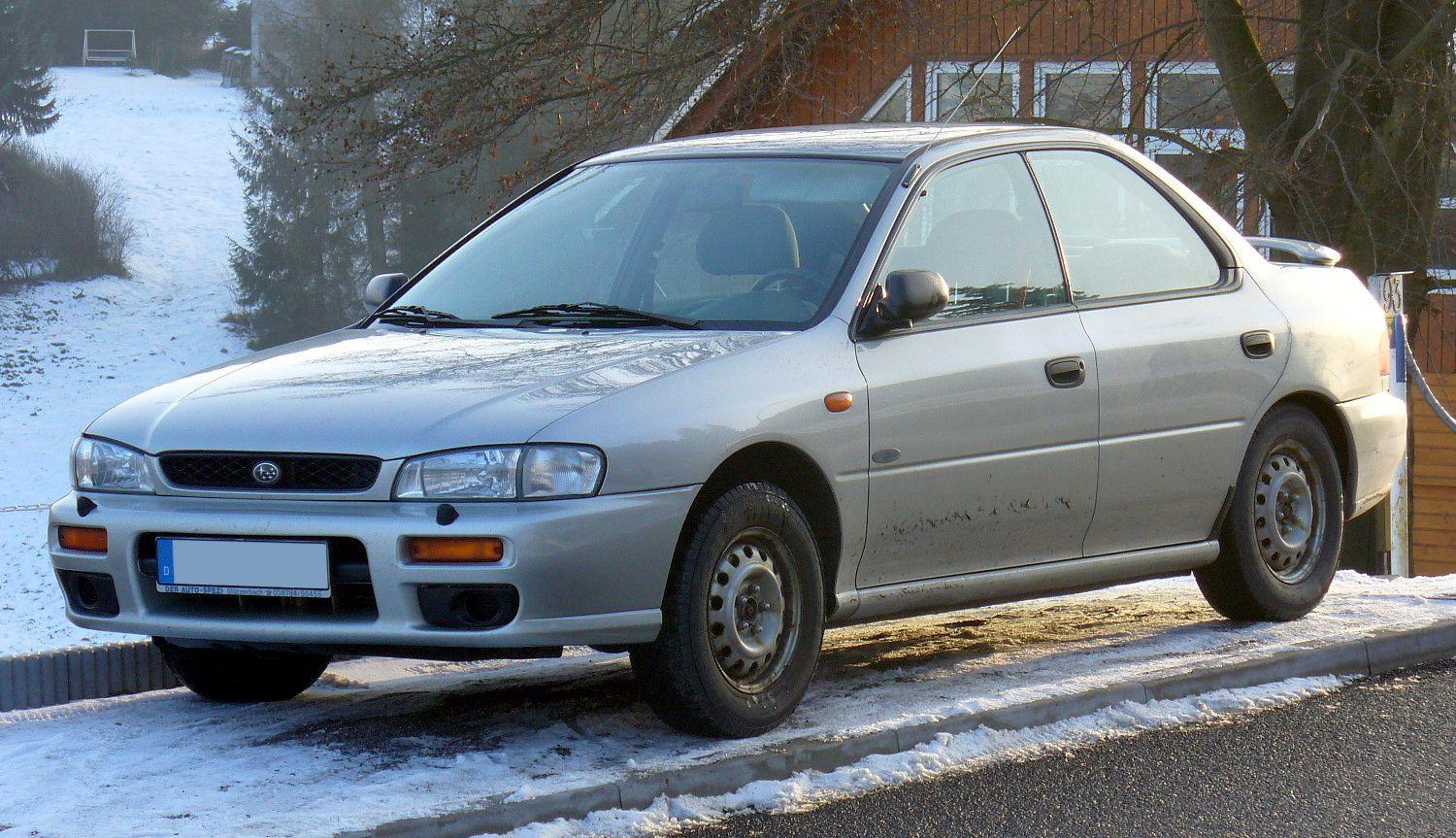
Subaru Impreza I

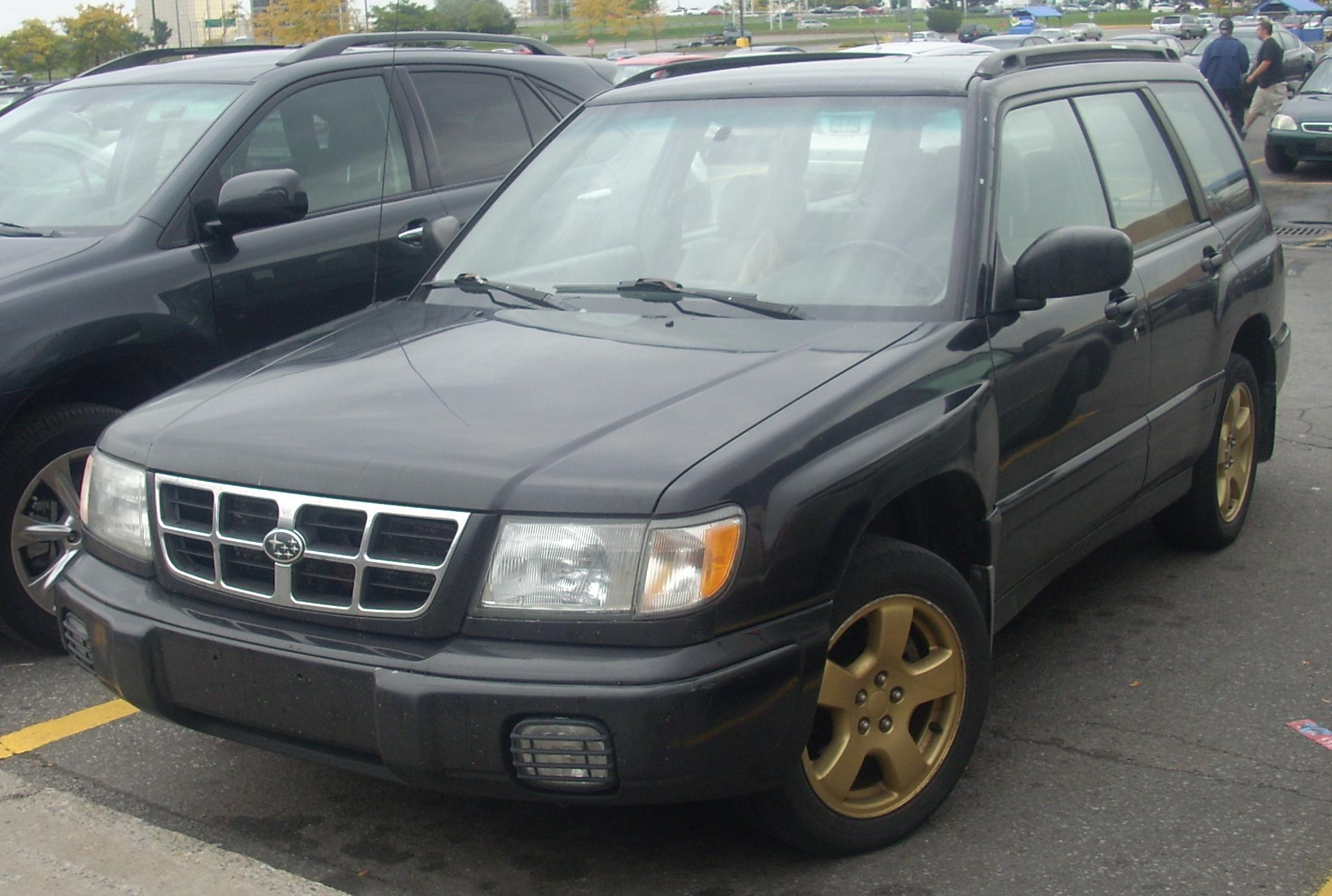
Subaru Forester I

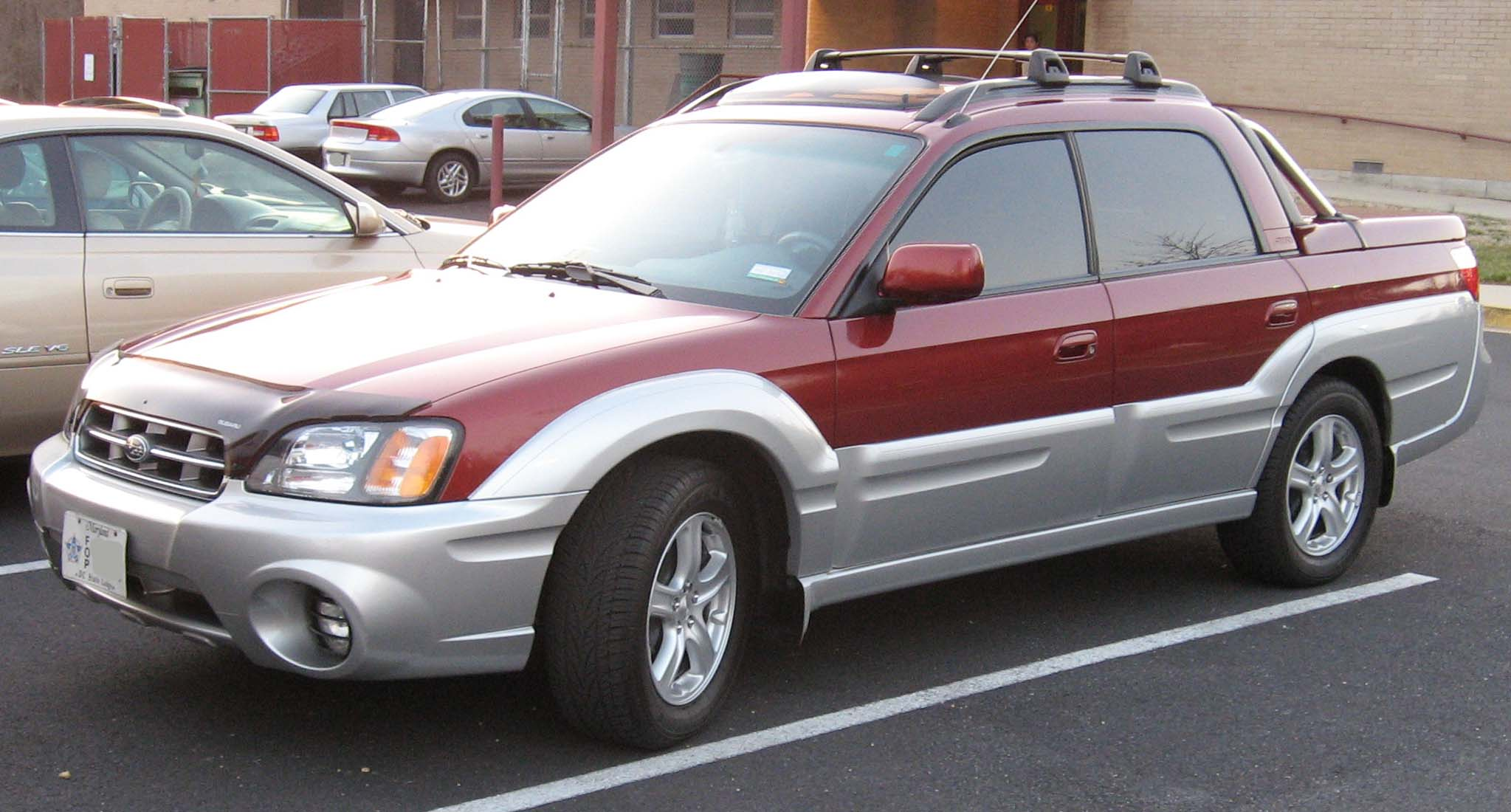
Subaru Baja

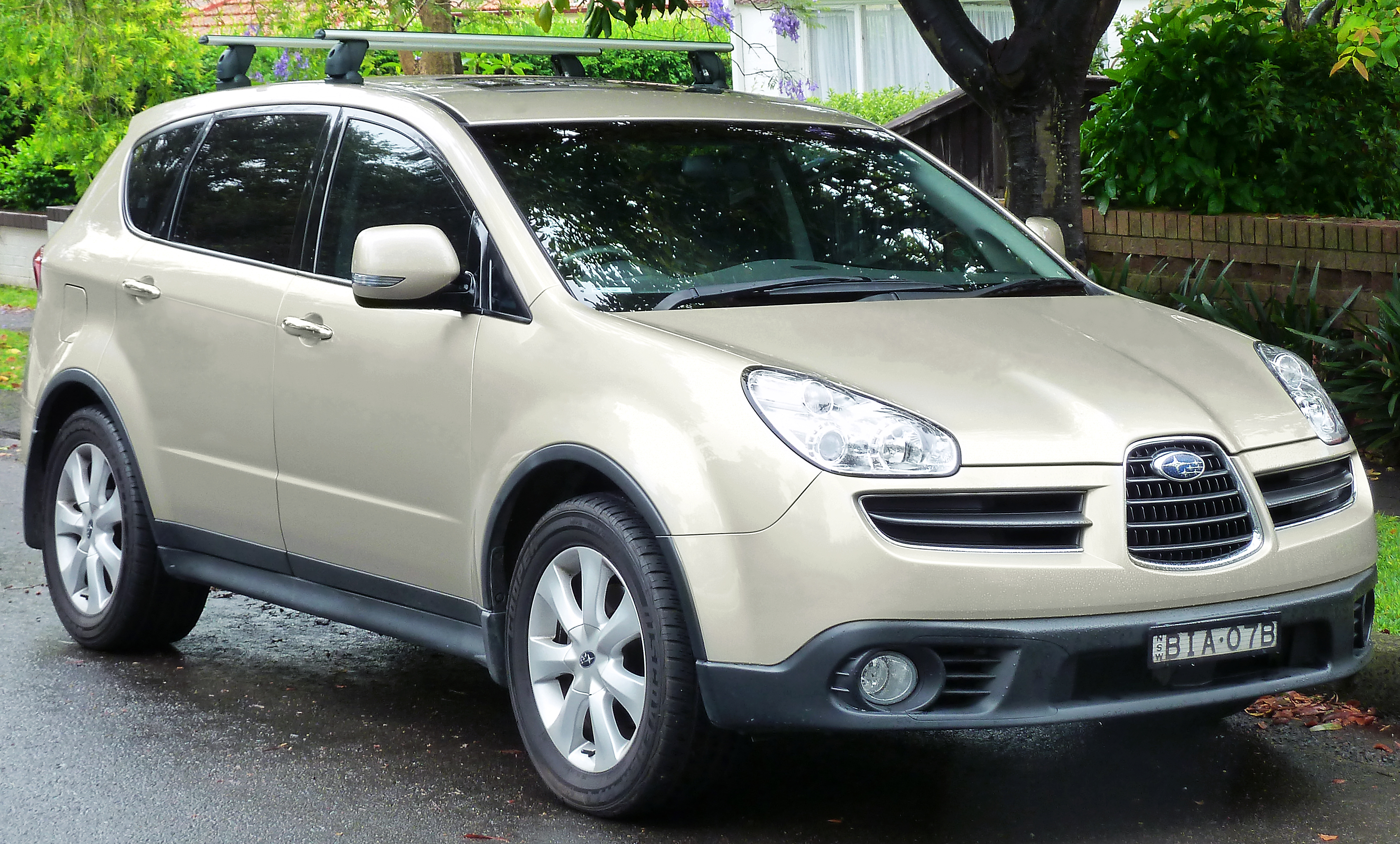
Subaru B9 Tribeca

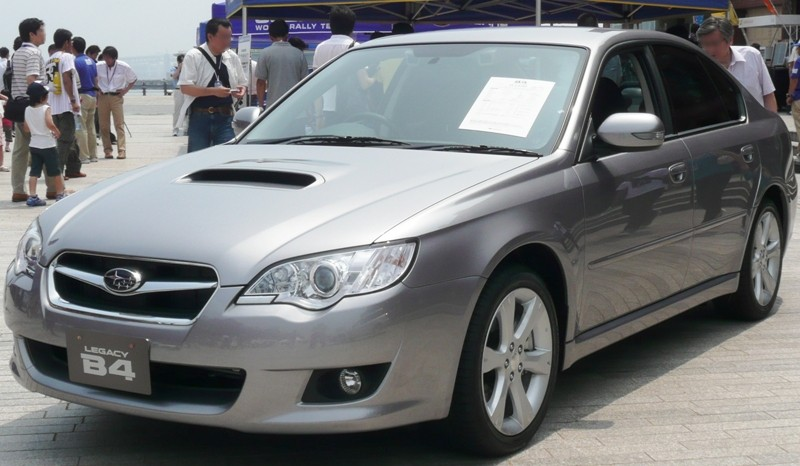
Subaru Legacy IV

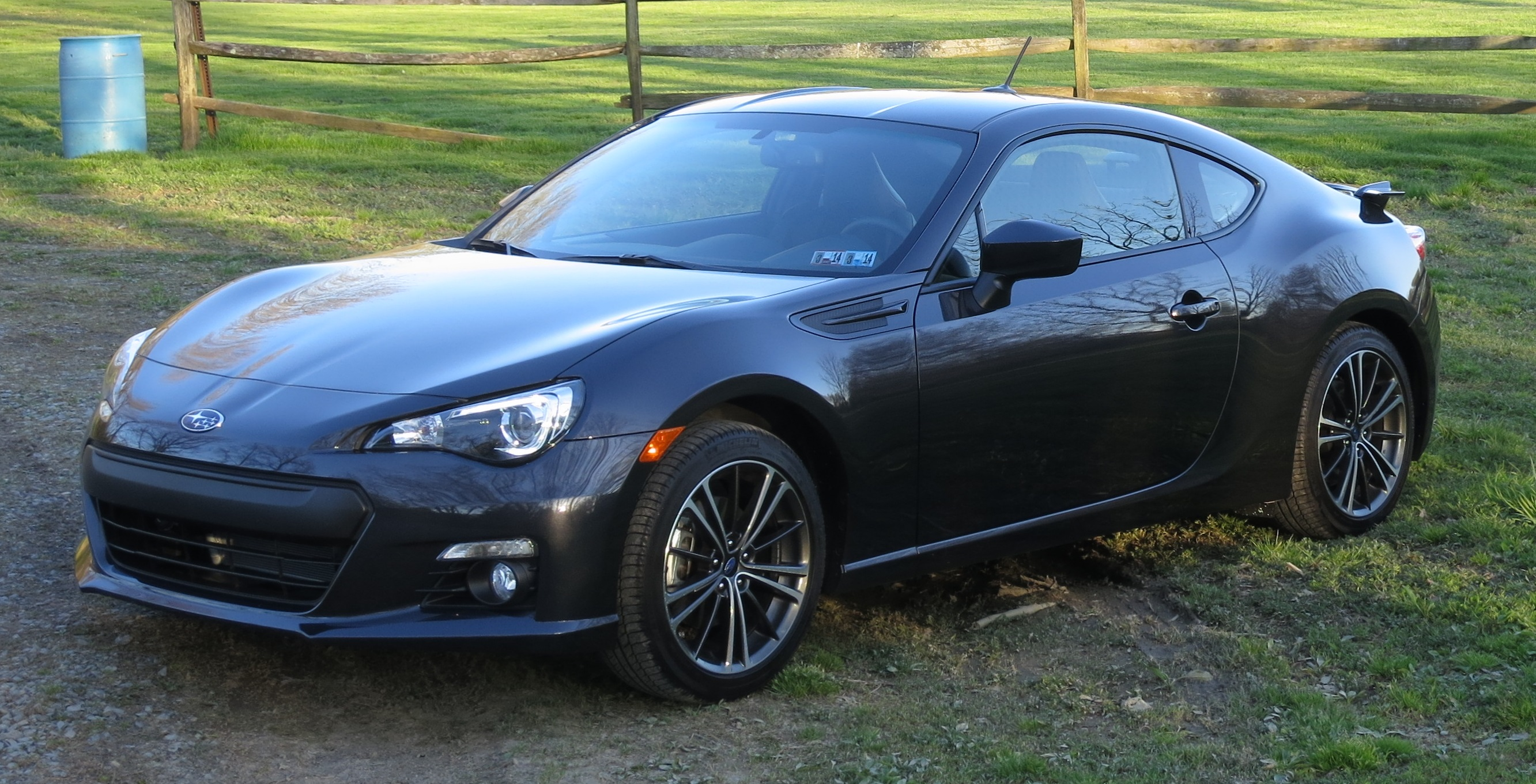
Subaru BRZ

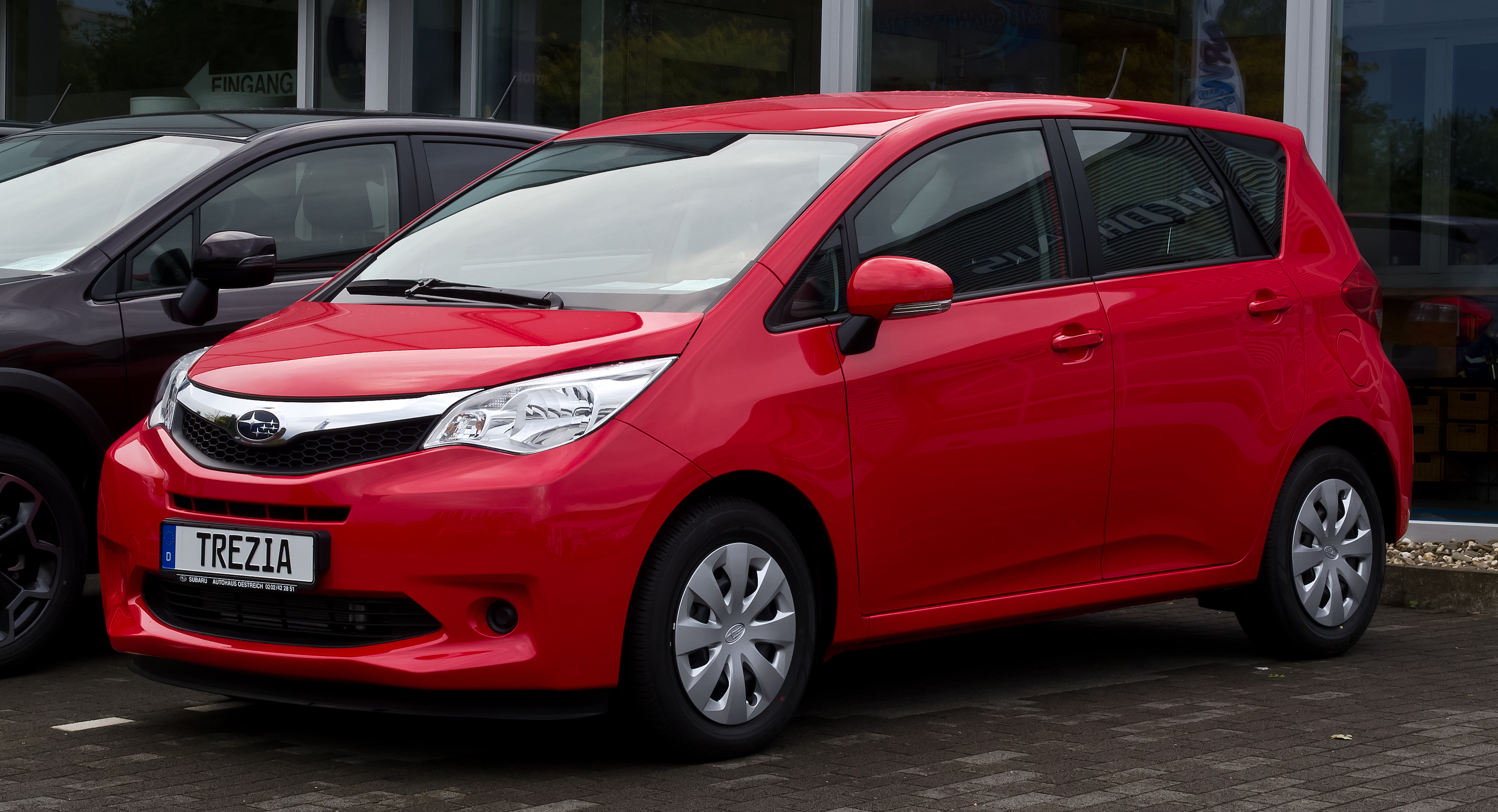
Subaru Trezia

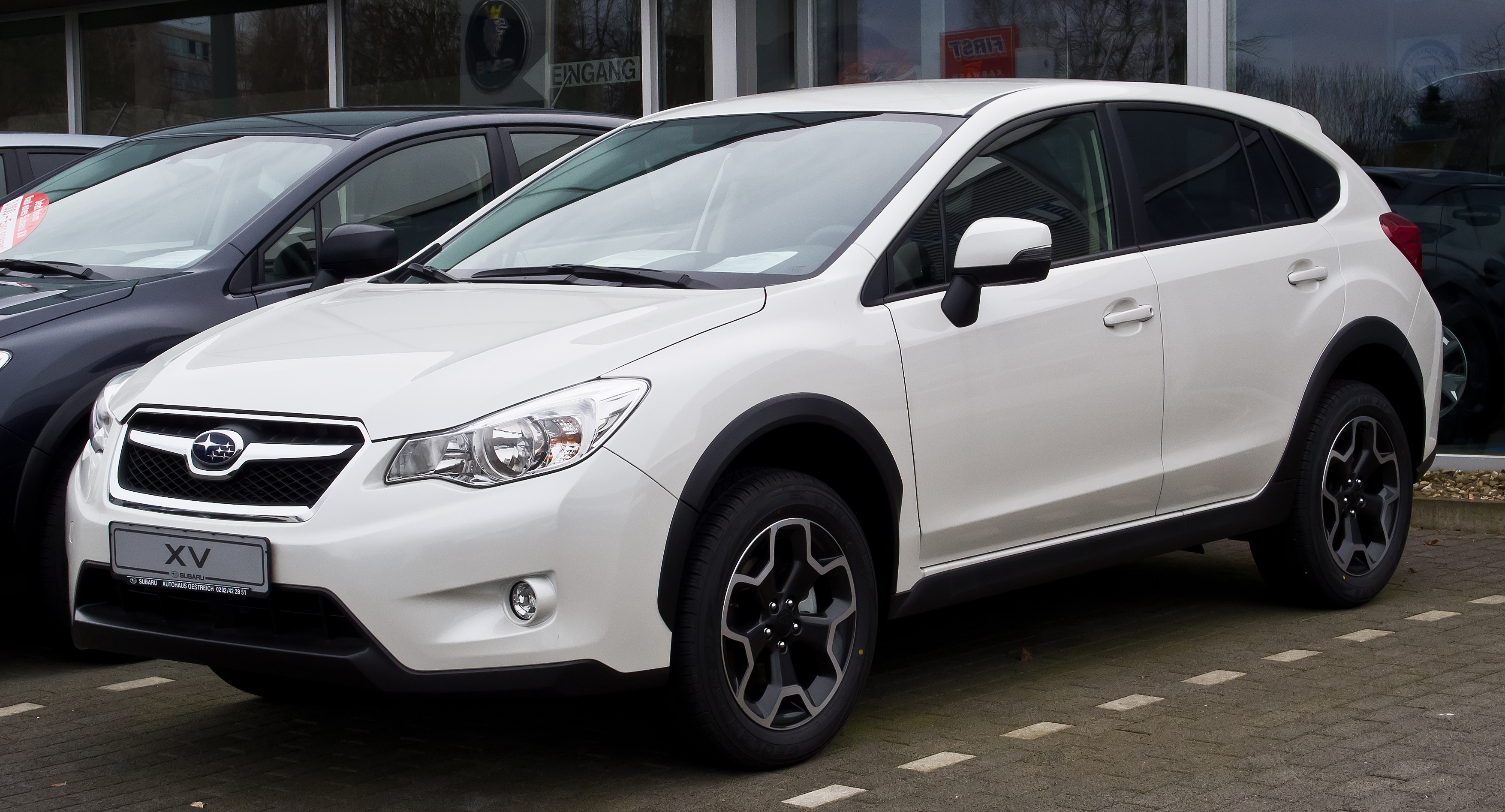
Subaru XV

Historia marki oraz jej logo są porównywane do historii przemysłu w Japonii, która sięga roku 1918. Jeden z pionierów japońskiej techniki lotniczej Chikuhei Nakajima zarejestrował w 1917 roku firmę Nakajima Hikōki Kabushiki Kaisha.
Po zakończeniu II wojny światowej, podobnie jak inne zbrojeniowe firmy Państw Osi, Nakajima Aircraft uległa demilitaryzacji i decyzją władz okupacyjnych została podzielona na 12 odrębnych, niepowiązanych ze sobą w żaden sposób firm. W 1953 roku sześć z tych przedsiębiorstw zjednoczono ponownie za zgodą Stanów Zjednoczonych oraz ONZ w koncern Fuji Heavy Industries zajmujący się wytwarzaniem m.in. maszyn roboczych, sprzętu budowlanego i gospodarstwa domowego.
Jedną z gałęzi przemysłu, w której Fuji miało podjąć działanie, była motoryzacja. Zdecydowano wówczas o ponownym połączeniu firm. Ponieważ przedsiębiorstwa połączono, zdecydowano się na symbolizujące to logo. Wybrano konstelację sześciu gwiazd w kolistej elipsie.
Założona przez Chikuhei Nakajimę w 1917 roku w prefekturze Gunma firma Aircraft Research Laboratory zajmująca się produkcją samolotów dla japońskiej marynarki zmieniała trzy razy swoją nazwę: w 1931 roku na Nakajima Aircraft Co. Ltd osiągając wysoką pozycję w branży lotniczej. Po zakończeniu wojny w 1945 roku zaprzestano produkcji samolotów zmieniając nazwę na Fuji Sangyō. Początkowo firma zajęła się wdrażaniem nowych technologii w produkcji samolotów, jednakże w 1946 roku koncern wyprodukował pierwsze skutery nazwane Rabbit S-1. Skuter miał moc 2 KM i pojemność 135 cm³. Rok 1950 był rokiem podziału koncernu na 12 firm. Pięć osiągających największe zyski firm: Fuji Jidōsha, Utsunomiya Sharyō, Fuji Kōgyō, Omiya Fuji Kōgyō, Tōkyō Fuji Sangyō, w 1953 roku połączyło się, tworząc Fuji Heavy Industries Ltd., które istnieje do dzisiaj.

### Po II wojnie światowej
W lutym 1954 roku, Fuji Heavy Industries ogłosił swój prototyp samochodu osobowego nazwanego P-1, a w następnym roku Subaru 1500. Był to pierwszy samochód tego typu w Japonii. Ten pojazd zapewniał zadowalający wielu klientów komfort jazdy i stabilność dzięki niezależnemu zawieszeniu przednich kół, olejowo-gazowym amortyzatorom z hydrauliczną regulacją, tylnemu zawieszeniu opartemu na belce skrętnej i niezależnym wahaczom wleczonym. Mimo to, z powodu trudności produkcyjnych i sieci handlowej zawieszono sprzedaż tego modelu. W 1958 roku koncern wyprodukował pierwsze autobusy. W tym samym roku rozpoczęto produkcję małych samochodów Subaru 360. Był to samochód, który zmotoryzował Japonię. Jego produkcja zakończyła się w 1970 roku. W 1961 roku zadebiutował Sambar – tania ciężarówka na podwoziu Subaru 360.
Rok 1966 był debiutem rynkowym Subaru 1000. Był to pierwszy samochód oparty na schemacie obecnie wykorzystywanym w większości nowoczesnych konstrukcji samochodowych z napędem na przednie koła z poprzecznie ułożonym silnikiem. W tym czasie z dobrym trzymaniem się drogi i stabilnością była to technologia, która interesowała wielu inżynierów. System nie był wolny od wad takich jak: ciężkie prowadzenie, zbyt silne wibracje od skrzyni biegów, przenoszenie wibracji silnika i podsterowność samochodu na zakrętach. Te techniczne problemy nie były łatwe do rozwiązania i wielu producentów w Japonii próbowało je pokonać. Wiele innych fabryk optowało za tylnym napędem, ale Subaru postawiło na napęd przedni i twardo trzymało się tej polityki. Fabryka rozwinęła cały wachlarz technologii mający na celu przezwyciężenie problemów. Stworzono schemat ułożenia silnika w samochodzie z napędem na przednie koła, który zdał już egzamin w przemyśle lotniczym. Umieszczając silnik wzdłuż osi samochodu Subaru stworzyło symetryczny schemat napędowy, który usunął większość z dotychczasowych wad.
W 1969 roku pojawił się następca Subaru 360. Był nim R-2, który osiągnął dużą popularność. Rok 1971 był bardzo ważnym rokiem dla Subaru. Pojawił się model Leone, a rok po nim Leone Station Wagon. Był to pierwszy samochód osobowy, który trafił do produkcji masowej z napędem AWD. Kiedy samochód pojawił się na rynku, nagłe zapotrzebowanie wzrosło, ponieważ dostrzeżono możliwości poruszania się tego samochodu po zaśnieżonych i górskich rejonach. Popularność sięgnęła szczytu, gdy stał się najlepiej sprzedającym się samochodem na rynku. Mianowano go jako oryginał Subaru AWD.
W 1972 roku pojawił się Rex następca R-2 i oczywiście odniósł sukces. W 1977 roku postanowiono zdobyć popularność w USA. Samochodem, który miał w tym pomóc, był model Brat. Był to popularny wśród Amerykanów dwumiejscowy pick-up z napędem 4x4. Brat zachęcił do kupna użytkowników przede wszystkim swoją ekonomicznością i możliwością jazdy po wielu nawierzchniach. W 1983 roku wyjechało z taśmy pięciomilionowe Subaru. W tym samym roku zadebiutował minivan Domingo. W 1984 roku pojawił się mały Subaru Justy z napędem 4WD.
Firma może się poszczycić samochodem posiadającym najniższy stopień oporu powietrza (0,29 CD), był nim produkowany od 1985 roku Leone. W 1989 roku zadebiutował następca Leone – Legacy. Produkowane do dziś auto z napędem 4WD zajmuje półkę samochodów klasy wyższej i jest cenione głównie w Europie ze względu na swoje właściwości jezdne i cenę. Legacy pokonało rekord prędkości na dystansie 100 000 km, mknąc bez przerwy przez 447 godzin 44 minuty i 9,887 sekund przez Arizonę osiągając prędkość 223,345 km/h.
W 1991 roku zadebiutował Subaru SVX, sprzedawany głównie na rynku amerykańskim i japońskim. Charakteryzował się dynamicznymi kształtami. Następca Rexa pojawił się w 1992 roku, a był nim malutki Vivio. Nie Vivio jest jednak najważniejszym wydarzeniem tego roku w historii firmy. Rok 1992 jest rokiem premiery Subaru Imprezy. Najpopularniejszego modelu firmy Subaru. Ten niepozorny samochód dwa lata później pod "dowództwem" szkockiego kierowcy fabrycznego teamu Subaru, Colina McRae wygrał dwie eliminacje Mistrzostw Świata – Rajd Nowej Zelandii oraz Rajd RAC. Rok 1995 był jeszcze lepszy – Colin McRae zdobył tytuł mistrza świata, a firma Subaru tytuł mistrza świata wśród producentów. Rajd RAC zakończył się dla kierowców teamu Subaru potrójnym zwycięstwem. W latach 1996 i 1997 Subaru dominowało na trasach rajdowych. Trzy lata z rzędu Subaru wywalczyło tytuł mistrza świata wśród producentów. W 1997 roku dzięki namowom Davida Richardsa (szefa Prodrive'u – firmy produkującej rajdowe wersje Subaru Impreza), FIA wprowadziła nowy regulamin zezwalający na większe przeróbki samochodów rajdowych. Subaru jako pierwsze wykorzystało tę okazję i stworzyło nowy model – Subaru Impreza 555 WRC'97. W ślad za Subaru poszedł Ford, a później również Toyota. Dzięki nowej specyfikacji samochody WRC stały się jeszcze szybsze, a liczne zewnętrzne modyfikacje, do tej pory niedozwolone, spowodowały upiększenie samochodu.
Wszystko rozpoczęło się w 1992 roku, kiedy rozpoczęto produkcję Subaru Imprezy WRX. Silnik miał moc 240 KM, w 1994 roku zwiększoną do 260 KM i do 280 KM w 1996 roku. Trzeba jednak zaznaczyć, że pomiary dokonywane były przy użyciu 100 oktanowego paliwa japońskiego. W standardzie była klimatyzacja, elektrycznie ustawiane lusterka oraz tylna wycieraczka i spryskiwacz. Równolegle sprzedawany był model odchudzony RA (m.in. brak tylnego spojlera, lamp przeciwmgielnych). Ostatnim wypuszczonym wariantem był model kombi. Oprócz pięciodrzwiowego, wydłużonego nadwozia i mocy zmniejszonej do 220 KM (zwiększonej w 1997 do 250 KM i zmniejszonej do 240 KM w 1998) w niczym się nie różnił od podstawowej WRX.
Subaru pierwszą Imprezę na rynek europejski wypuściło w 1994 roku. Była to odchudzona Impreza WRX, której nadano nazwę Turbo. Dzięki zasługom narodowego mistrza w Wielkiej Brytanii, kraju wielce konserwatywnym, gdzie japońskie samochody nie cieszą się popularnością, Subaru Impreza stało się autem kultowym. By kupić nową Imprezę Turbo trzeba było czekać co najmniej pół roku. Jeszcze większą popularnością cieszyły się wersje specjalne tego modelu wydawane przez brytyjską filię Subaru UK.

### Współcześnie
W 1997 roku pojawiło się terenowe Subaru Forester. Prezentuje on odmienny od dotychczasowego styl w klasie samochodów terenowych. Z zewnątrz przypomina kombi napędzane 4x4, jednakże nie jest to prawdą. Forester radzi sobie w różnych warunkach. Pod koniec 1998 roku zaprzestano produkcji modeli Vivio i Domingo/Vanille/Libero, natomiast rozpoczęto produkcję nowego, małego modelu – Pleo. Na salonie w Birmingham '98 zadebiutowała III generacja Legacy oraz Outback. W 1999 roku doszły Sambar/Sambar Dias, Pleo Nesta i nowy Sport Utility Sedan.
Na salonie w Genewie w 1999 roku Subaru zaprezentowało Legacy sedan III generacji, a na salonie w Tokio – Station Wagon Concept i Imprezę Wagon Concept. Pod koniec 2000 roku firma zmieniła wygląd Subaru Imprezy. Zmieniono jedynie stylistykę auta. Silnik, przeniesienie napędu i zawieszenie jest wzięte z poprzedniej Imprezy. Niektórym klientom nie przypadły do gustu wystające reflektory. W 2002 roku Subaru przedstawiło nowe, odświeżone wersje Forestera oraz Imprezy. W 2003 roku pojawiło się Legacy B4 oraz produkowane na Węgrzech Justy G3X bliźniacze dla modelu Suzuki Ignis. W 2007 roku zaprezentowano kolejną generację Imprezy, która wywołała sporo kontrowersji, ze względu na mniej agresywną stylizacje oraz zrezygnowanie z wizytówki marki - szyb pozbawionych obramowania. W tymże roku zaprezentowano także kolejną generację Justy tym razem produkowaną w Japonii. Model został zbudowany na bazie Daihatsu Sirion II generacji.
Najnowszą serię modeli marki Subaru zaprezentowano na Salonie w Nowym Jorku w 2009 roku. Jest to kompletnie nowa generacja modelu Legacy i jego terenowej odmiany Outback. Model tak jak w przypadku modelu Impreza wywołał sporo kontrowersji pod względem stylizacji. Przy projektowaniu modelu postawiono bardziej na elegancję i funkcjonalność. W nowej serii Legacy/Outback jest widocznie więcej miejsca w kabinie.
W 2013 roku Subaru rozpoczęło produkcję samochodów o napędzie hybrydowym. Pierwszym modelem napędzanym benzynowym silnikiem typu bokser oraz jednostką elektryczną jest XV.
26 czerwca 2016 roku podczas 85. walnego zgromadzenia akcjonariuszy koncernu Fuji Heavy Industries podjęto decyzję o zmianę nazwy spółki na Subaru Corporation, która weszła w życie 1 kwietnia 2017 roku.

## Modele samochodów

### Obecnie produkowane
- E-Outback
- Uncharted
- Ascent
- BRZ
- Impreza
- Forester
- Levorg
- Outback
- WRX
- XV

### Wycofane z produkcji
- 360
- 700
- 1000
- 1500
- 1800
- Alcyone
- B9 Tribeca
- Baja
- Bighorn
- BRAT
- Brumby
- Columbuss
- Domingo
- FF-1 Star
- G
- Justy
- Leone
- Libero
- Legacy
- Loyale
- Pleo
- R1
- R2
- R-2
- Rex
- Stella
- Sumo
- SVX
- Traviq
- Trezia
- Vivio
- Vortex
- XT
- XT6

### Koncepcyjne

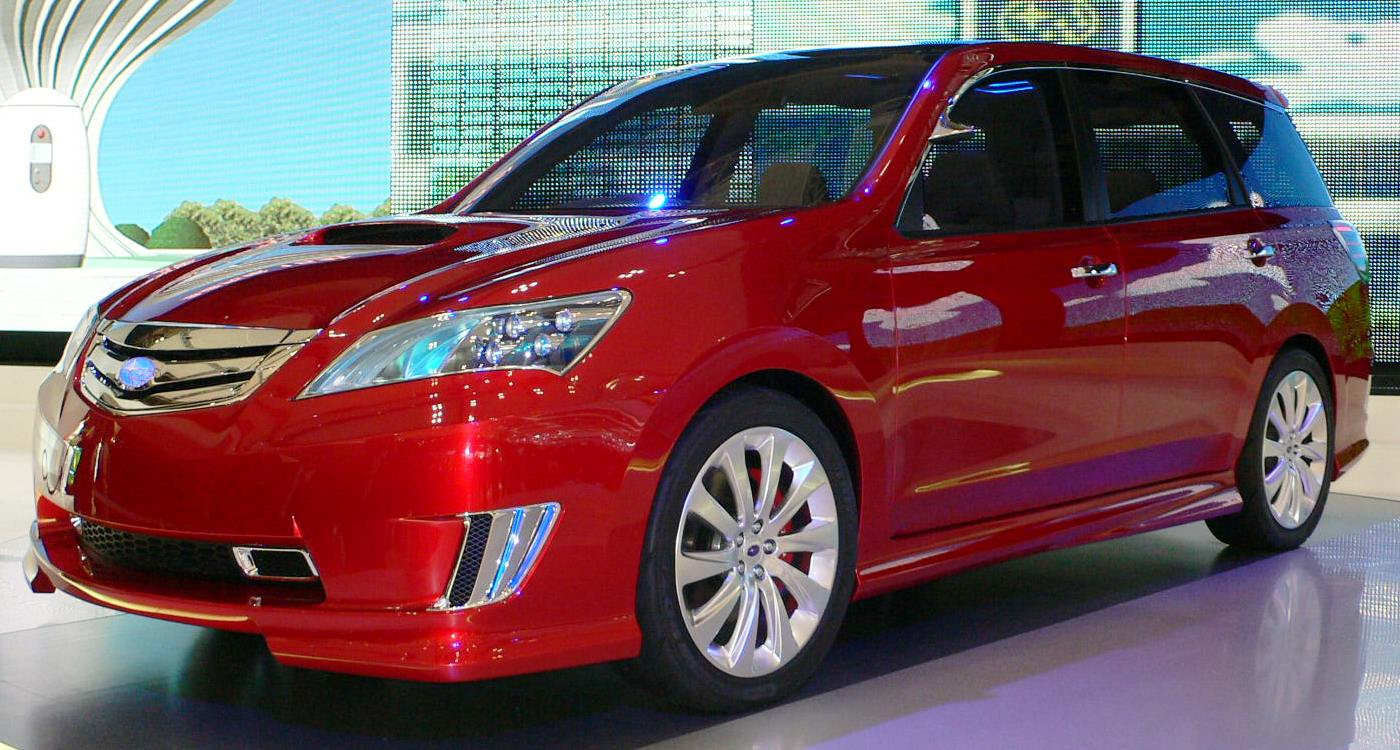
Subaru Exiga Concept

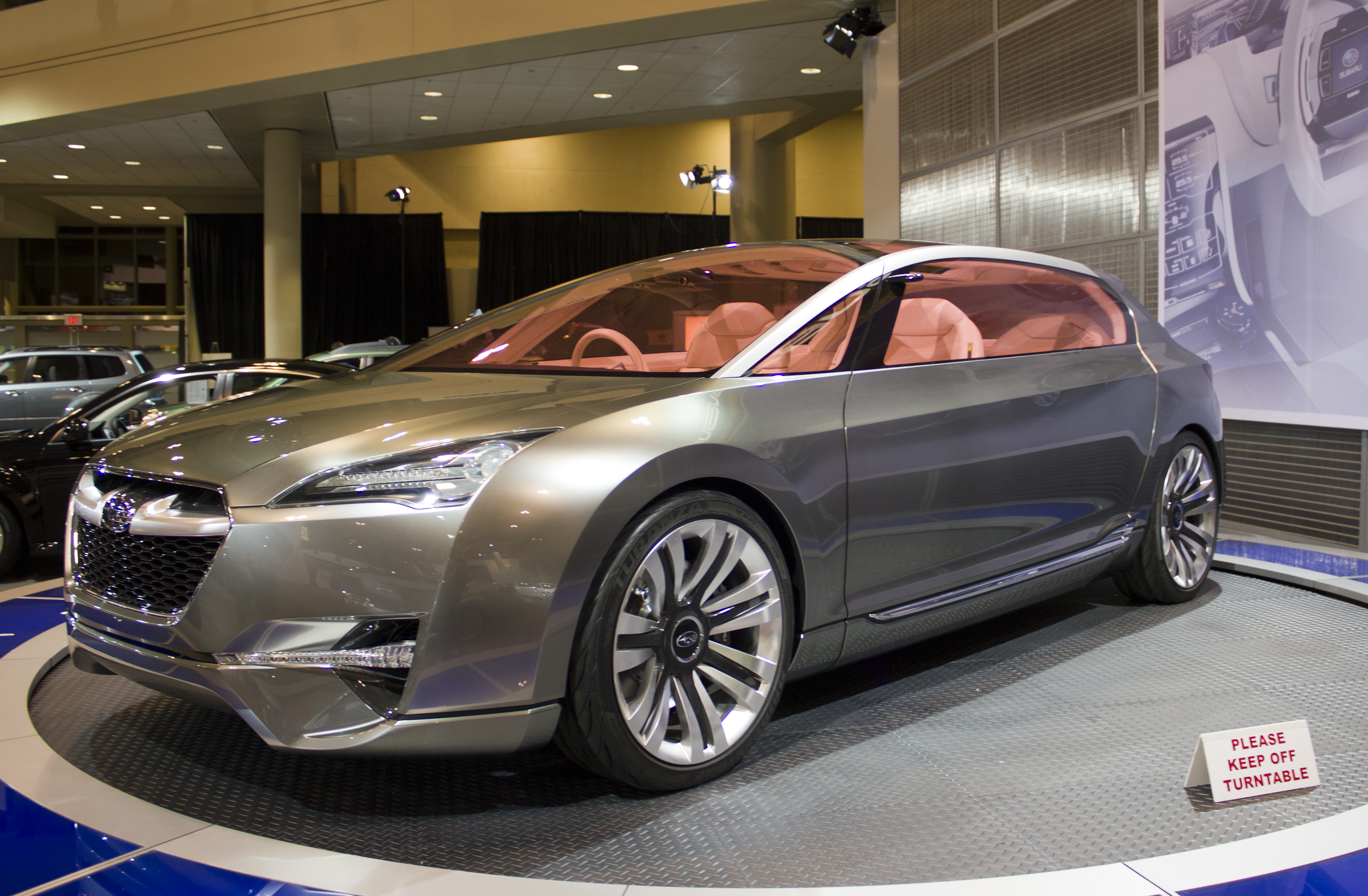
Subaru Hybrid Tourer Concept

- Advanced Tourer
- B5-TPH
- B9 Scrambler
- B11S
- Boxer Sports Car Architecture
- BRZ STI Concept
- BRZ tS Concept
- Cross Sport Design Concept
- Crossover 7 Concept
- Exiga Concept
- G4e
- Grid
- Hybrid Tourer
- Imreza Concept
- Legacy Concept
- R1e
- Viziv
- Viziv 2
- XV Concept

## Fabryki
- Japonia
  - Gunma
  - Ōta
  - Tokio
- Malezja
- Stany Zjednoczone
  - Lafayette
- Tajwan
- Węgry
  - Esztergom
- Wietnam